# Frederick George Waterhouse
Frederick George Waterhouse (ur. 25 sierpnia 1815 w Somers Town, zm. 7 września 1898 w Mannahill) – brytyjski zoolog i entomolog; brat wybitnego entomologa i zoologa – George’a R. Waterhouse’a.

## Życiorys
Frederick George Waterhouse był synem Jamesa Edwarda Waterhouse’a, notariusza i jego żony Marii (z domu Newman). Wraz ze swoim starszym bratem pracował w British Museum. 7 lipca 1852 roku ożenił się z Fanny Shepherd Abbott i wyemigrował do Australii Południowej. W październiku 1860 roku został kustoszem South Australian Museum w Adelajdzie. 5 grudnia 1861 wyruszył wraz Johnem McDouall Stuartem na wyprawę, podczas której jako pierwsi przemierzyli Australię od południowego wybrzeża do brzegów Pacyfiku na północy. Waterhouse wrócił do Adelajdy 21 stycznia 1863, przywożąc z sobą dużą liczbę okazów ptaków, ssaków, owadów i roślin. Jednym z najciekawszych eksponatów był okaz rzadkiego gatunku papug – księżniczki wspaniałej (Polytelis alexandrae). W uznaniu zasług Waterhouse otrzymał nagrodę rządową.
Waterhouse był członkiem korespondentem Zoological Society of London, a od 1859 roku – wiceprezesem Adelaide Philosophical Society. Około 1872 roku znalazł w wodach w Australii Południowej, wraz ze swoim przyjacielem Albertem Molineaux, czterdzieści gatunków wcześniej nieznanych ryb. Gatunki te zostały później opisane przez Francis de Laporte de Castelnau. W lutym 1882 Waterhouse opuścił na osiem miesięcy Australię i mieszkał w Anglii. Po powrocie do Australii osiadł w Burnside. W 1897 przeniósł się do Jamestown, położonego na północ od Adelajdy. Zmarł 7 września 1898 w Mannahill.
Dokonania Waterhouse zostały upamiętnione w nazwach wielu gatunków zwierząt. Przepływająca przez Terytorium Północne rzeka otrzymała nazwę Waterhouse River.